# توماس غوردون ماكليود
توماس غوردون ماكليود هو سياسي أمريكي، ولد في 17 ديسمبر 1868 في لاينتشبورغ في الولايات المتحدة، وتوفي في 11 ديسمبر 1932 في بيشوبفيل في الولايات المتحدة. نشط حزبياً في الحزب الديمقراطي. وقد انتخب حاكم كارولينا الجنوبية ‏ (16 يناير 1923 – 18 يناير 1927) وانتخب عضو مجلس نواب كارولاينا الجنوبية ‏ وانتخب عضو مجلس ولاية كارولاينا الجنوبية ‏.